# فيسوتسك
فيسوتسك (بالروسية: Высоцк) هي إحدى مدن روسيا في الكيان الفدرالي الروسي لينينغراد أوبلاست.